# Temporada 1952-53 de los Boston Celtics
La temporada 1952-53 fue la séptima de los Boston Celtics en la NBA. La temporada regular acabó con 46 victorias y 25 derrotas, clasificándose para los playoffs, en los que cayeron en finales de división ante los New York Knicks.

## Elecciones en elDraft
| Ronda | Puesto | Jugador        | Posición  | Nacionalidad   | Universidad      |
| ----- | ------ | -------------- | --------- | -------------- | ---------------- |
| 1     | 6      | Bill Stauffer  | Alero     | Estados Unidos | Missouri         |
| 2     | 16     | Jim Iverson    | Base      | Estados Unidos | Kansas State     |
| 4     | 37     | Herm Hedderick | Base      | Estados Unidos | Canisius         |
| 10    | 90     | Gene Conley    | Ala-Pívot | Estados Unidos | Washington State |

## Temporada regular
| División Central      | División Central | División Central | División Central | División Central | División Central | División Central | División Central | División Central |
| Equipo                | G                | P                | %                | PD               | Casa             | Fuera            | Neutral          | Div              |
| --------------------- | ---------------- | ---------------- | ---------------- | ---------------- | ---------------- | ---------------- | ---------------- | ---------------- |
| x-New York Knicks     | 47               | 23               | .671             | -                | 22-4             | 15-14            | 10-5             | 30-10            |
| x-Syracuse Nationals  | 47               | 24               | .662             | 0.5              | 32-2             | 10-20            | 5-2              | 26-15            |
| x-Boston Celtics      | 46               | 25               | .648             | 1.5              | 21-3             | 11-18            | 14-4             | 28-13            |
| x-Baltimore Bullets   | 16               | 54               | .229             | 31               | 11-20            | 1–19             | 4-15             | 10-30            |
| Philadelphia Warriors | 12               | 57               | .174             | 34.5             | 5-12             | 1–28             | 6-17             | 7-33             |

## Playoffs

### Semifinales de División
Syracuse Nationals vs. Boston Celtics
| Fecha       | Partido                                           | Ciudad   |
| ----------- | ------------------------------------------------- | -------- |
| 19 de marzo | Syracuse Nationals 81, Boston Celtics 87          | Syracuse |
| 21 de marzo | Boston Celtics 111, Syracuse Nationals 105 (4 OT) | Boston   |
|             | Boston gana las series 2-0                        |          |

### Finales de División
New York Knicks vs. Boston Celtics
| Fecha       | Partido                                | Ciudad     |
| ----------- | -------------------------------------- | ---------- |
| 23 de marzo | New York Knicks 95, Boston Celtics 91  | Nueva York |
| 26 de marzo | Boston Celtics 86, New York Knicks 70  | Boston     |
| 28 de marzo | New York Knicks 101, Boston Celtics 82 | Nueva York |
| 29 de marzo | Boston Celtics 75, New York Knicks 82  | Boston     |
|             | New York gana las series 3-1           |            |

## Estadísticas
| Rk | Jugador         | Edad | P  | PT | MP   | TC  | TCI  | %TC  | 3P | 3PI | %3P | TL  | TLI | %TL  | RO | RD | RT  | AS  | RB | TAP | BP | FP  | PTS  |
| -- | --------------- | ---- | -- | -- | ---- | --- | ---- | ---- | -- | --- | --- | --- | --- | ---- | -- | -- | --- | --- | -- | --- | -- | --- | ---- |
| 1  | Ed Macauley     | 24   | 69 |    | 42.1 | 6.5 | 14.4 | .452 |    |     |     | 7.2 | 9.7 | .750 |    |    | 9.1 | 4.1 |    |     |    | 2.7 | 20.3 |
| 2  | Bob Cousy       | 24   | 71 |    | 41.5 | 6.5 | 18.6 | .352 |    |     |     | 6.7 | 8.3 | .816 |    |    | 6.3 | 7.7 |    |     |    | 3.2 | 19.8 |
| 3  | Bill Sharman    | 26   | 71 |    | 32.9 | 5.7 | 13.0 | .436 |    |     |     | 4.8 | 5.6 | .850 |    |    | 4.1 | 2.7 |    |     |    | 3.4 | 16.2 |
| 4  | Bob Harris      | 25   | 70 |    | 28.2 | 2.7 | 6.6  | .418 |    |     |     | 1.9 | 3.2 | .588 |    |    | 6.9 | 1.4 |    |     |    | 3.4 | 7.4  |
| 5  | Bob Brannum     | 27   | 71 |    | 26.8 | 2.6 | 7.6  | .348 |    |     |     | 1.5 | 2.6 | .595 |    |    | 7.6 | 2.1 |    |     |    | 4.0 | 6.8  |
| 6  | Chuck Cooper    | 26   | 70 |    | 28.5 | 2.2 | 6.7  | .337 |    |     |     | 2.1 | 2.7 | .758 |    |    | 6.3 | 1.6 |    |     |    | 3.7 | 6.5  |
| 7  | Bob Donham      | 26   | 71 |    | 20.2 | 2.4 | 5.0  | .479 |    |     |     | 1.6 | 3.4 | .471 |    |    | 3.4 | 2.2 |    |     |    | 3.0 | 6.4  |
| 8  | John Mahnken    | 30   | 69 |    | 11.2 | 1.1 | 3.7  | .302 |    |     |     | 0.6 | 0.8 | .696 |    |    | 2.6 | 1.1 |    |     |    | 1.6 | 2.8  |
| 9  | Gene Conley     | 22   | 39 |    | 11.8 | 0.9 | 2.8  | .324 |    |     |     | 0.5 | 0.8 | .581 |    |    | 4.4 | 0.5 |    |     |    | 1.9 | 2.3  |
| 10 | Kenny Rollins   | 29   | 43 |    | 9.9  | 0.9 | 2.7  | .330 |    |     |     | 0.5 | 0.6 | .815 |    |    | 1.0 | 1.1 |    |     |    | 1.5 | 2.3  |
| 11 | Mo Mahoney      | 25   | 6  |    | 5.7  | 0.7 | 1.7  | .400 |    |     |     | 0.7 | 0.8 | .800 |    |    | 1.2 | 0.2 |    |     |    | 1.2 | 2.0  |
| 12 | Kleggie Hermsen | 29   | 4  |    | 5.5  | 0.0 | 2.3  | .000 |    |     |     | 0.3 | 0.5 | .500 |    |    | 1.8 | 0.0 |    |     |    | 1.5 | 0.3  |

## Galardones y récords
| Jugador      | Galardón                    |
| Ed Macauley  | Mejor quinteto de la NBA    |
| Bob Cousy    | Mejor quinteto de la NBA    |
| Bill Sharman | 2º Mejor quinteto de la NBA |